# Wangia
Wangia is een geslacht uit de familie Annonaceae. De soorten uit het geslacht komen voor in zuidelijk Centraal-China.

## Soorten
- Wangia florulenta (C.Y.Wu ex P.T.Li) B.Xue
- Wangia saccopetaloides (W.T.Wang) X.Guo & R.M.K.Saunders